# Syngonium armigerum
Syngonium armigerum là một loài thực vật có hoa trong họ Ráy (Araceae). Loài này được (Standl. & L.O.Williams) Croat miêu tả khoa học đầu tiên năm 1981 publ. 1982.